# A Voz e os Ouvidos do MFA
A Voz e os Ouvidos do MFA é uma média-metragem televisiva documental portuguesa de 2017, realizada por António-Pedro Vasconcelos e Leandro Ferreira. O filme retrata a operação que permitiu a comunicação do Movimento das Forças Armadas, uma coligação de militares que se uniu para derrubar o regime autoritário do Estado Novo e conspirar as ações da Revolução de 25 de abril de 1974. Através de entrevistas e reconstituição, é retratado o ponto de vista de Capitães de Abril, como Otelo Saraiva de Carvalho e Luís Macedo.
A primeira exibição em Portugal de A Voz e os Ouvidos do MFA decorreu a 25 de abril de 2017, na RTP1. Em cinema, o filme foi exibido a 19 de junho de 2018, como complemento de Adeus, Até ao Meu Regresso, numa sessão da Cinemateca Portuguesa de retrospetiva da carreira de António-Pedro Vasconcelos.

## Sinopse
O Movimento dos Capitães, que culminou com o golpe militar que derrubou a ditadura no dia 25 de abril de 1974, é geralmente celebrado a partir do momento em que os tanques do capitão Salgueiro Maia entram no Terreiro do Paço. Tal deixa na sombra toda a conspiração que, ao longo de vários meses, tornou possível o sucesso do processo revolucionário.
A primeira operação envolveu a aquisição de infraestruturas logísticas (como postos de telefone), para o Posto de Comando do Movimento as Forças Armadas. Seguiu-se a montagem de um cabo de transmissões, de forma clandestina, que teria de ser prolongado do Colégio Militar até esse Posto de Comando, instalado no Regimento de Engenharia da Pontinha.

## Produção
A Voz e os Ouvidos do MFA é uma média-metragem produzida em 2016 pela empresa Just Up, para a Rádio e Televisão Portuguesa. Durante as filmagens, o ator João de Brito teve a oportunidade de conhecer pessoalmente Otelo Saraiva de Carvalho, personagem que viria a interpretar mais tarde em Salgueiro Maia: O Implicado (2022): "O Otelo andava por lá, contava umas histórias que eu fui ouvindo".

## Elenco
| - Otelo Saraiva de Carvalho; - Carlos Cedoura; - Pena Madeira; - Luís Macedo; - Amadeu Garcia dos Santos; - José Eduardo Sanches Osório; - Fialho da Rosa. | - João de Brito, como Furriel Carlos Cedoura; - Daniel Viana, como Capitão Pena Madeira; - Pedro Pernas, como Capitão Luís Macedo; - Durval Lucena, como Pide; - Jorge Soares, como Pide. |

## Equipa técnica
- Realização: António-Pedro Vasconcelos e Leandro Ferreira.[14]
- Assistente de realização: Miguel Raposo.
- Genérico: Diogo Fragoso.
- Pesquisa: Abel Pontes, Maria de Fátima Ribeiro, Pedro Teixeira, Teresa Sousa e Catarina Ramalho.
- Direção de fotografia: Miguel Sales Lopes.[15]
- Operador de câmara: Lisa Persson e Tiago Beja da Costa.
- Decoração: Tomás Schiappa.
- Guarda-roupa: Joana Sousa, Francisca Rodrigues e Maria Gonzaga.
- Música: José de Castro.[16]
- Montagem: Carlos Madaleno.
- Direção de som: Vítor Ribeiro e Armanda Carvalho.
- Misturas: Hugo Leitão.
- Produção: Maurício Valente Ribeiro.
- Chefe de produção: Catarina Ramalho.
- Produção executiva: Maurício Valente Ribeiro e Patrícia Delgado.
- Pós-produção de imagem: Carlos Madaleno.

## Lançamento
A Voz e os Ouvidos do MFA teve a sua estreia a 25 de abril de 2017, na faixa horária das 21h, na RTP1. No ano seguinte seria disponibilizado na plataforma streaming RTP Play e tornaria a ser emitido pelo canal a 26 de abril de 2019, 16 de novembro de 2020 e 21 de abril de 2022.
Em cinema, o filme foi estreado pela Cinemateca Portuguesa a 19 de junho de 2018, em complemento de Adeus, Até ao Meu Regresso, a propósito de um ciclo integral de retrospetiva a obra de António-Pedro Vasconcelos.

## Audiência
O filme foi o quarto programa da RTP1 mais visto do dia  aquando a sua estreia, registando 5.2% rating e 10.2% share. A Voz e os Ouvidos do MFA registou 1.0% rating e 3.7% share quando voltou a ser transmitido em 2019.